# Sterculia khasiana
Sterculia khasiana är en malvaväxtart som beskrevs av George King och Debbarm.. Sterculia khasiana ingår i släktet Sterculia och familjen malvaväxter. Inga underarter finns listade i Catalogue of Life.